# Turngemeinde von 1848 Northeim
Die Turngemeinde von 1848 Northeim e.V. aus Northeim ist mit etwa 1700 Mitgliedern einer der größten und vielseitigsten Sportvereine in Südniedersachsen.

## Sportangebot
Der Verein bietet zahlreiche Sportarten an:
Aerobic, Aqua-Jogging, Flag-Football, Folklore, Gerätturnen, Gymnastik, Handball, Jazzdance, Kanusport, Koronarsport, Leichtathletik, Orientierungslauf, Prellball, Rückenschule, Schwimmen, Skilauf, Tanzsport, Tauchen, Tennis, Trampolinturnen, Volleyball, Walking, Wandern.

## Geschichte
Der heutige Verein ist Nachfolger mehrerer historischer Vorgänger: Der Turnverein Northeim wurde 1848 gegründet und bestand bis 1851, danach bestand die Northeimer Turnbewegung von 1851 bis zur Reichsgründung 1870/71. Als Nachfolger bestand der MTV Northeim bis 1933.
Die andere Wurzel der Turngemeinde Northeims war der Turnklub Northeim (1889–1933/34, danach bis 1945 Northeimer Turnerschaft).
Aus beiden Vereinen entstand am 11. Dezember 1948 der heute bestehende Verein, die Turngemeinde von 1848 Northeim e.V.
Vorsitzender des Vereins ist seit 2009 Henning Conrad.